# Гарешницький Брестоваць
45°36′ пн. ш. 16°57′ сх. д. / 45.60° пн. ш. 16.95° сх. д.
Гарешницький Брестоваць (хорв. Garešnički Brestovac) — населений пункт у Хорватії, у Б'єловарсько-Білогорській жупанії у складі міста Гарешниця.

## Населення
Населення за даними перепису 2011 року становило 908 осіб.
Динаміка чисельності населення поселення: